# Ancienne église Saint-Quentin d'Amélie-les-Bains
L'ancienne église Saint-Quentin d'Amélie-les-Bains est une église catholique de style roman et préroman construite sur une partie des thermes romains d'Amélie-les-Bains-Palalda, dans les Pyrénées-Orientales, et détruite en 1932.

## Historique
La cella Sancti Quintini est mentionnée en 869 dans une précepte de Charles le Chauve. L'église est modifiée aux XIe et XIVe siècles. Elle est inscrite à l'inventaire des monuments historiques en 1927, puis retirée en 1929 et détruite en 1932 pour permettre l'agrandissement des installations thermales.

## Architecture

Dessins techniques d'A. Ratheau (1868)
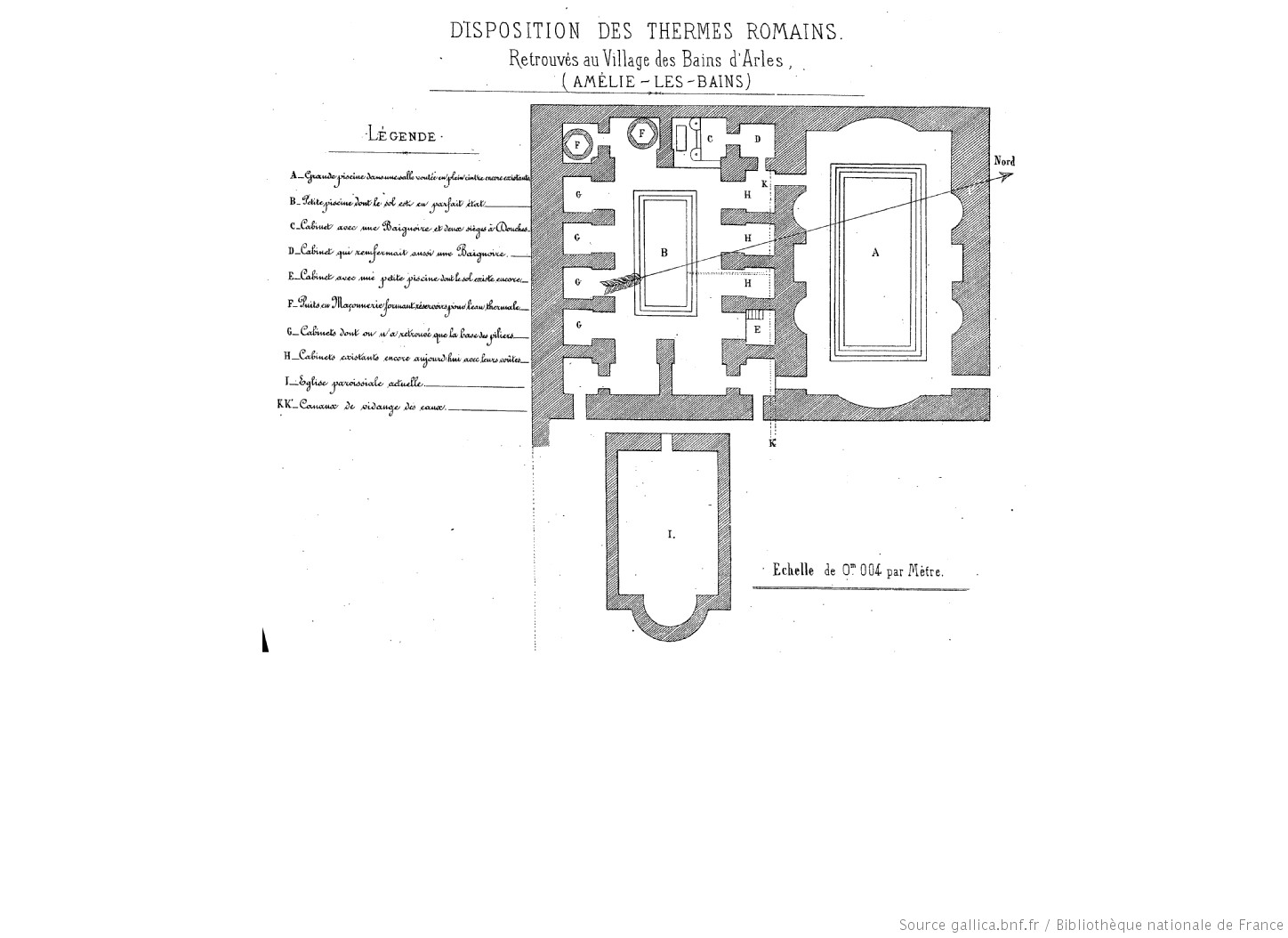
La chapelle par rapport aux bains romains.
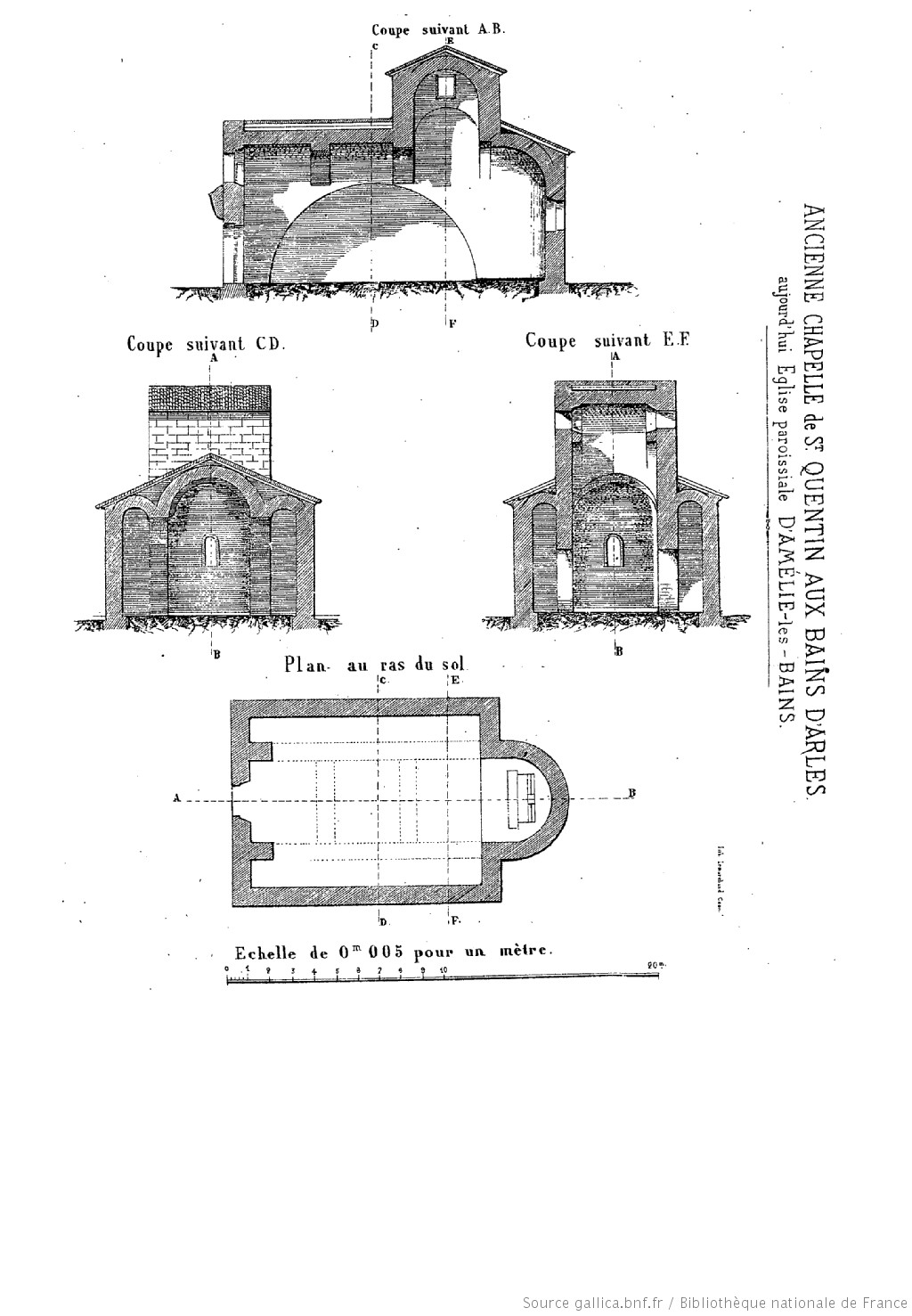
Élévations et plan.